# Instytut Romanistyki Uniwersytetu Warszawskiego
Instytut Romanistyki Uniwersytetu Warszawskiego (IR UW) – instytut Uniwersytetu Warszawskiego w ramach Wydziału Neofilologii. Jest on jednostką naukowo-dydaktyczną kształcącą studentów na kierunku filologia w trybie dziennym, wieczorowym i zaocznym. Istnieje też możliwość podjęcia studiów doktoranckich. 
Dyrektorem Instytutu jest dr Michał Obszyński.

## Historia
Seminarium Filologii Romańskiej Uniwersytetu Warszawskiego zostało otwarte w październiku 1919 roku z inicjatywy profesora Maurycego Manna, który kierował nim do 1932 roku. Na początku była to jednostka Wydziału Filozoficznego, później przynależała do Wydziału Humanistycznego (od 1927 roku), Wydziału Filologicznego (od 1951 roku), Wydziału Filologii Obcych (od 1968 roku) i Wydziału Neofilologii (od 1975 roku). Nauczanie obejmowało język i literaturę francuską, szybko poszerzono go o zagadnienia związane z językiem i literaturą włoską, a także od roku 1920 proponowano lektoraty z hiszpańskiego i rumuńskiego.
Ze sprawozdania z działalności Wydziału Humanistycznego z 1927 roku wiadomo, że Seminarium Filologii Romańskiej liczyło 20 studentów przyjmowanych na zasadzie konkursu. Utworzona razem z Seminarium biblioteka liczyła już 1500 woluminów. W latach trzydziestych XX wieku ukończone zostały pierwsze rozprawy doktorskie, między innymi Zdany Matuszewicz w roku 1931 i Estery Lichtenbaum (Haliny Lewickiej) w roku 1933. Profesor Halina Lewicka utworzy po wojnie Zakład Językoznawstwa Romańskiego. Przed II wojną światową Seminarium Filologii Romańskiej rozwinęło ścisłą współpracę z wieloma ośrodkami naukowymi, głównie we Francji. Współpracuje także z Instytutem Francuskim w Warszawie (od 1928 roku) i z Instytutem Kultury Włoskiej.
W czasie II wojny światowej pracownicy Seminarium prowadzili tajne nauczanie, przerwane przez wybuch Powstania warszawskiego. Wznowiło ono działalność tuż po wojnie i już w 1946 roku odbyła się promocja doktorska Macieja Żurowskiego. Od 1949 roku dyrektorem Seminarium filologii romańskiej był Mieczysław Brahmer, który kierował nim do 1969 roku. W tym czasie Seminarium przekształciło się w Katedrę Języków i Literatur Romańskich, Katedrę Filologii Romańskiej, w Instytut Filologii Romańskiej i od 1970 roku w Instytut Romanistyki. Ściśle współpracował on z utworzonym w 1958 roku i działającym do dzisiaj Centrum Kultury Francuskiej przy Uniwersytecie Warszawskim (obecnie Ośrodek Kultury Francuskiej i Studiów Frankofońskich). W 1982 roku Zakład Filologii Włoskiej, pod kierownictwem profesora Krzysztofa Żaboklickiego, opuścił Instytut Romanistyki i został samodzielną Katedrą Filologii Włoskiej.
Po profesorze Brahmerze kolejnymi dyrektorami Instytutu Romanistyki byli:
- Ewa Rzadkowska (1970–1978),
- Jerzy Parvi (1979–1981),
- Krzysztof Bogacki(inne języki) (1981–1982),
- Krystyna Kasprzyk(inne języki) (1982–1987),
- Jerzy Parvi (1987–1990),
- Teresa Giermak-Zielińska(inne języki) (1990–1993),
- Henryk Chudak(inne języki) (1993–1999),
- Zbigniew Naliwajek (1999–2002),
- Remigiusz Forycki(inne języki) (2002–2003),
- Anna Mańkowska(inne języki) (2002–2005),
- Remigiusz Forycki(inne języki) (2005–2012)[4].
- Ewa Pilecka(inne języki) (2012–2016),
- Maciej Smuk(inne języki) (2016−2024).

W latach 70. Instytut rozwija działalność naukową, czego dowodem są wizyty naukowców z ośrodków zagranicznych, konferencje naukowe, wystawy i publikacje, między innymi w Les Cahiers de Varsovie. Zainteresowania naukowe pracowników poszerzają się o zagadnienia związane z literaturą i kulturą krajów francuskiego obszaru językowego. Instytut organizuje ponadto w latach 1978–2008 Olimpiadę Języka Francuskiego.
Po roku 1990 Instytut współtworzy program nauczania, a także obejmuje opieką naukowo-dydaktyczną kolegia językowe w Bydgoszczy, Suwałkach, Siedlcach i Łowiczu. W latach 2000 rozwija się utworzony na początku z Instytutem Anglistyki a później już w ramach współpracy w ramach Wydziału Neofilologii kierunek Studia filologiczno-kulturoznawcze Europy Zachodniej
Do 2009 roku Instytut wykształcił około 2000 absolwentów z tytułem magistra filologii romańskiej, powstało około 90 rozpraw doktorskich i 30 rozpraw habilitacyjnych. Instytut zorganizował ponadto około 50 międzynarodowych konferencji naukowych i 32 Olimpiady Języka Francuskiego. Od 2012 roku Instytut zmienił siedzibę i mieści się na trzecim piętrze budynku dydaktycznego kierunków lingwistycznych przy ulicy Dobrej 55.

## Struktura
W ramach Instytutu działają następujące zakłady i pracownie
- Zakład Dydaktyki i Metodyki Języków Romańskich,
- Zakład Językoznawstwa Romańskiego,
- Zakład Literaturoznawstwa Francuskiego,
- Pracownia Badań nad Cywilizacją Franko-Kanadyjską i Literaturą Quebecu,
- Międzyinstytutowa Pracownia Studiów Szwajcarskich.

## Władze
- Dyrektor – dr Michał Obszyński
- Zastępca Dyrektora do spraw naukowych – dr Magdalena Grycan
- Kierownik studiów – dr Karolina Wawrzonek

## Programy studiów
Instytut Romanistyki Uniwersytetu Warszawskiego kształci studentów na kierunku filologia romańska w ramach studiów pierwszego i drugiego stopnia. Studia pierwszego stopnia w trybie dziennym i wieczorowym, studia drugiego stopnia w trybie dziennym i zaocznym. Instytut prowadzi studia w ramach następujących programów:
- Studia pierwszego stopnia (licencjackie) dzienne:
  - dla kandydatów ze znajomością języka francuskiego
  - dla kandydatów bez znajomości języka francuskiego
- Studia pierwszego stopnia (licencjackie) wieczorowe:
  - dla kandydatów bez znajomości języka francuskiego
- Studia stacjonarne drugiego stopnia (magisterskie) dzienne
- Studia niestacjonarne drugiego stopnia (magisterskie) zaoczne

W ramach Studium doktoranckiego Wydziału Neofilologii Uniwersytetu Warszawskiego Instytut Romanistyki prowadzi także studia trzeciego stopnia (doktoranckie).